# Adolf August Friedrich Rudorff
Adolf August Friedrich Rudorff (født 21. marts 1803 i Mehringen, død 14. februar 1873 i Berlin) var en tysk retslærd, far til Ernst Rudorff.
Rudorff blev Dr. jur. og privatdocent i Berlin 1825, ekstraordinær professor sammesteds 1829 og ordentlig professor 1833. Med begejstring sluttede Rudorff sig til den historiske skole, han var en trofast discipel af Friedrich Carl von Savigny.
Han debuterede med dissertationen De lege Cincia (1825), som efterfulgtes, foruden af en mængde tidsskriftafhandlinger og lignende, af Das Recht der Vormundschaft aus dem gemeinen in Deutschland geltenden Rechte entwickelt (I—III, 1832—34), den i sin tid meget benyttede Römische Rechtsgeschichte (I, 1857, II 1859) og hans restitution af Edictum perpetuum (1866), som tabte sin betydning ved Otto Lenels berømte værk.
Sammen med Friedrich Bluhme og Karl Lachmann udgav Rudorff Schriften der römischen Feldmesser (I 1848, II 1852), hvortil Rudorff selv bidrog med afsnittet Die Gromatischen Institutionen. Fra 1842 var han medudgiver af Zeitschrift für geschichtliche Rechtswissenschaft og udgav fra 1861 sammen med Hugo Böhlau, Georg Bruns, Johannes Merkel og Paul von Roth Zeitschrift für Rechtsgeschichte.
Efter G.F. Puchtas død 1846 besørgede Rudorff udgivelsen af en række oplag af dennes pandekter og institutioner. Han udgav også Puchtas Kleine civilistische Schriften (1851) og 7. oplag af Savignys Besitz (1865). Han skrev videre en levnedstegning af sin lærer, Friedrich Carl von Savigny (1862).